# Frýdlant v Čechách
Frýdlant v Čechách – stacja kolejowa w Frýdlancie, w powiecie Liberec w kraju libereckim, w Czechach. Jest lokalnym węzłem kolejowym i dawnym przejściem granicznym z Polską. Znajduje się na wysokości 300 m n.p.m.. 

## Linie kolejowe
- 037: Liberec - Černousy
- 039: Frýdlant v Čechách - Jindřichovice pod Smrkem